# 171e régiment d'infanterie (France)
Pour les articles homonymes, voir 171e régiment.
Le 171e régiment d'infanterie (171e RI) est un régiment d'infanterie de l'Armée de terre française créé sous la Révolution comme 171e demi-brigade de première formation (dissoute en 1796). Recréé en 1913, le régiment participe à la Première Guerre mondiale. Dissout en 1935, il est recréé en 1935 comme régiment d'infanterie de forteresse et combat en juin 1940 pendant la bataille de France, à l'issue de laquelle il est dissout.

## Création et différentes dénominations
- 1793 : création de la 171e demi-brigade
- 1796 : dissolution
- 1913 : le 171e régiment d'infanterie est créé avec des éléments des 35e, 42e et 152e régiments d'infanterie .
- 1914 : à la mobilisation, il met sur pied son régiment de réserve, le 371e régiment d'infanterie
- 1930 : dissolution
- 1935 : recréé comme 171e régiment d'infanterie de forteresse
- 1940 : dissolution

## 171edemi-brigade
La 171e demi-brigade de première formation était formée du 1er bataillon du 94e régiment d'infanterie, du 2e bataillon de volontaires nationaux de la Marne et du 2e bataillon de volontaires des Hautes-Alpes. Regroupée ou séparée en plusieurs éléments, elle combat à l'Armée de Sambre-et-Meuse. Elle fait les campagnes de l'an III et de l'an IV à l'armée de l'Ouest en Vendée.
En 1796, lors du second amalgame, elle est incorporée dans la 94e demi-brigade de deuxième formation.

## De 1911 à 1914
Le régiment est recréé en 1913.

## Première Guerre mondiale

### Garnison, affectation
En 1914 ; Casernement : Belfort. Régiment affecté à la défense de la place fortifiée de Belfort.
- Brigade active de Belfort d'août 1914 à juin 1915
- la 127e division d'infanterie de juin 1915 à janvier 1917.
- la 166e division d'infanterie de janvier 1917 à novembre 1918.

### Historique

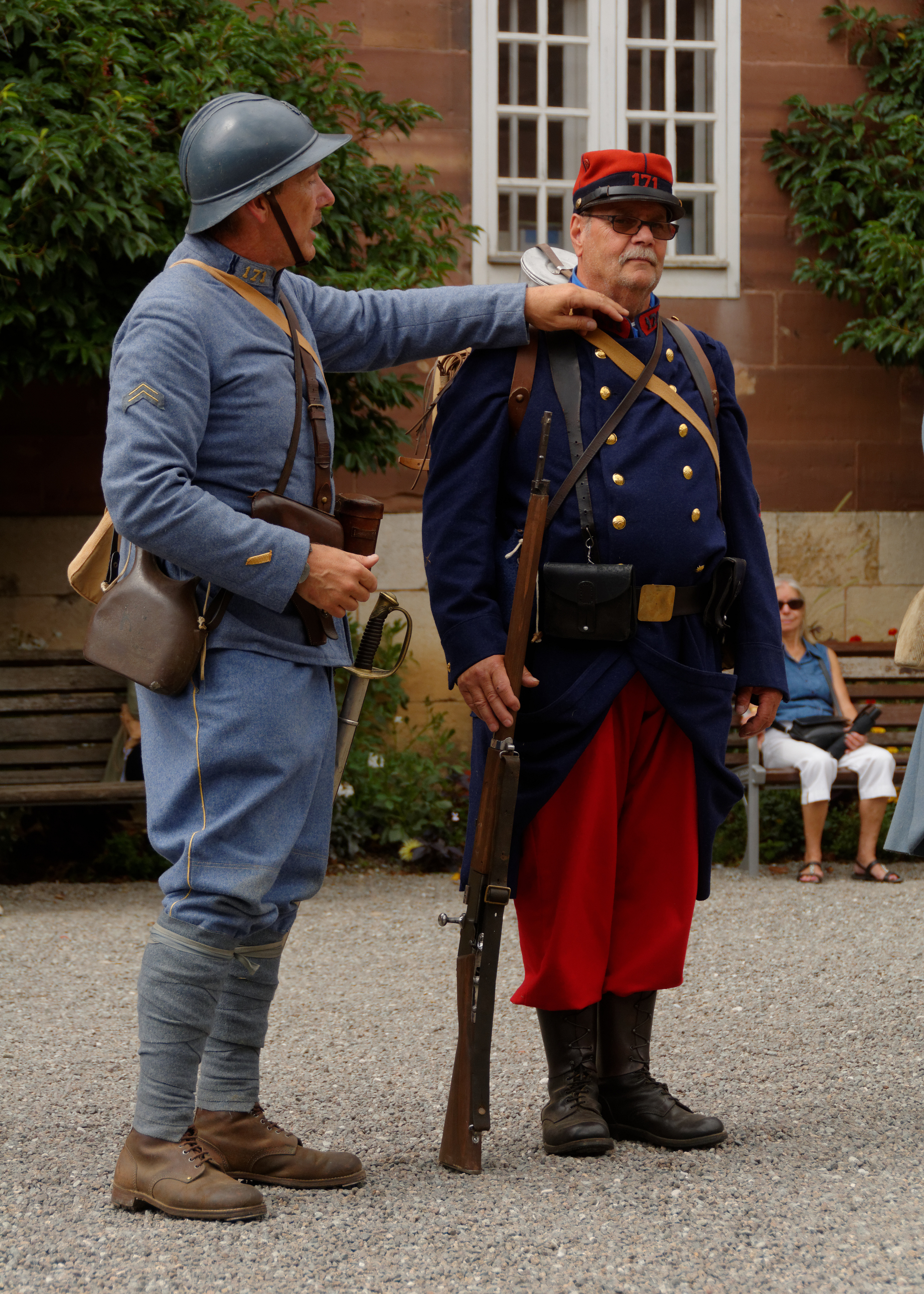
Uniformes du pendant la Première Guerre mondiale : un droite uniforme d'un soldat du régiment à l'entrée en guerre, à gauche un sergent en tenue bleu horizon, adoptée en 1915.

#### 1914
- Opérations d'Alsace (août-septembre)
- Devant Saint-Mihiel en septembre-octobre
La reprise de Saint-Mihiel était un objectif stratégique de l"état-major du 8e corps d'armée.
Il fallait empêcher les Allemands d'enfoncer le front au sud de Saint-Mihiel pour encercler Verdun.
Le régiment est transporté en train d'Alsace et débarque à Lérouville.
- Combats du 28 septembre:
Deux bataillons du régiment reçoivent l'ordre de s'emparer du bois Brûlé et du bois d'Ailly.
Cette attaque ne fait l'objet d'aucune préparation d'artillerie et s'effectue sur un terrain découvert qui ne laisse aucune chance aux assaillants. À la fin de la journée, le terrain conquis ne peut être conservé. Les pertes s'élèvent à plus d'un millier d'hommes dont la moitié sont des officiers.
- Combats du bois d'Ailly en forêt d'Apremont le 1er octobre:
Deux compagnies du 1er bataillon s'avancent sur la route de Marbotte à Ailly et parviennent à s'emparer des premières tranchées allemandes, mais le mouvement ne peut être poursuivi car la liaison avec les autres unités ne peut s'établir. C'est au cours de cette attaque qu'Albert Malaurie (père de Jean Malaurie), lieutenant dans la 4e compagnie du 1er bataillon est grièvement blessé.
(voir le récit détaillé sur le site "pages 14 18")
- Nouvelle tentative du 2 octobre:
Le 1er bataillon reçoit l'ordre de s'emparer de la corne sud-ouest du bois d'Ailly. La compagnie du capitaine Georges Michaut s'élance et atteint l'allée forestière mais ne peut s'y maintenir par manque de soutien et est presque totalement anéantie. Le capitaine Michaut est tombé une première fois au début de l'attaque puis s'est relevé en entraînant ses hommes et disparait dans le bois avec sa troupe.
- Toutes les attaques suivantes seront des échecs au cours desquels des milliers d'hommes seront tués ou blessés. À la fin du mois d'octobre, les attaques sont suspendues et la guerre des tranchées commence… Le saillant de Saint-Mihiel se sera repris qu'en 1918 avec l'aide de l'armée américaine.

#### 1915

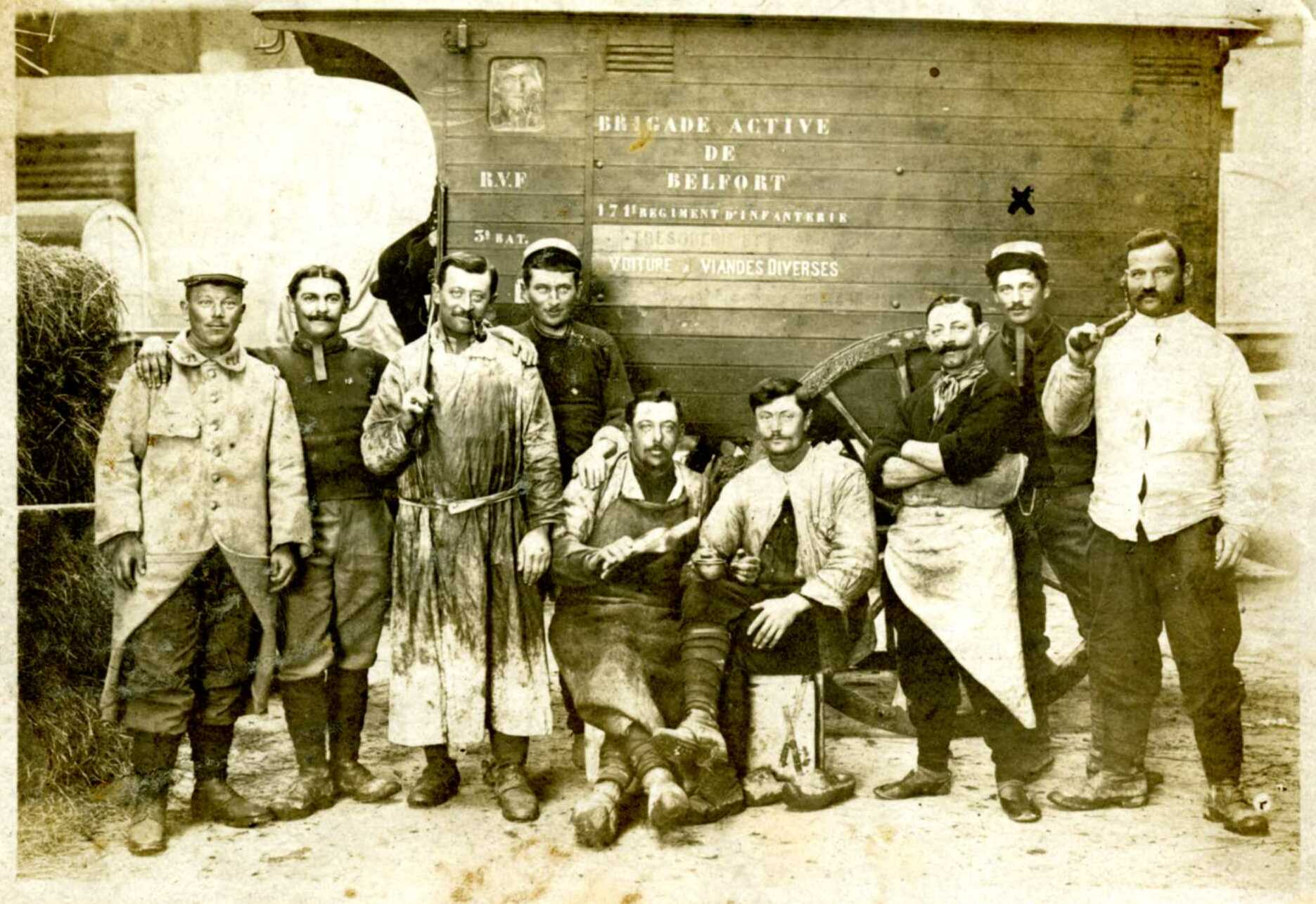
Les bouchers du, devant une voiture de transport de viandes du 3e bataillon, début 1915.

- Février 15 : Le bataillon de marche du 171e régiment d'infanterie est formé le 3 février 1915 à Belfort (Caserne Bechaud) avec les renforts de tous les régiments de la place de Belfort pour ne former qu'un bataillon qui porte le numéro 171. Ce type d'unité a été créé à la suite d'une décision ministérielle du 25 janvier 1915 prévoyant la constitution de 40 bataillons de marche en France, soit deux par région militaire.

Cette volonté fait suite à la crise des effectifs qui se fait déjà sentir et à l'obstination de l'état-major d'employer le maximum de troupes au front afin de s'assurer de la supériorité numérique. Ces bataillons sont composés de recrues, de soldats encore dans les dépôts et de blessés redevenus disponibles.
Un ordre venant du 6e C.A. ordonne de recompléter au plus vite l'effectif des 54e, 67e, 106e et du 132e qui ont été éprouvés aux Eparges. Pour ce faire, des hommes vont être prélevés sur les BM des 63e, 107e et 171e RI.
Le 20 mars, les BM des 63e, 107e et 171e RI s'embarquent par le train et arrivent dans la Meuse. Le BM du 171e RI se rend à Dieue puis aux Petits-Monthairons le 24 mars 1915. Les 3 BM sont mis à la disposition du 6e CA Le BM 171e RI (Belfort) pour le 132e RI (Reims)
- Seconde bataille de Champagne : Ferme de Navarin, Butte de Souain (25-30 septembre)

#### 1916
Bataille de Verdun : Bois Fumin, Bois la Laufée, Batterie de Damloup, Souville (juin)

#### 1917
- 15 avril : Bataille du Chemin des Dames.

#### 1918

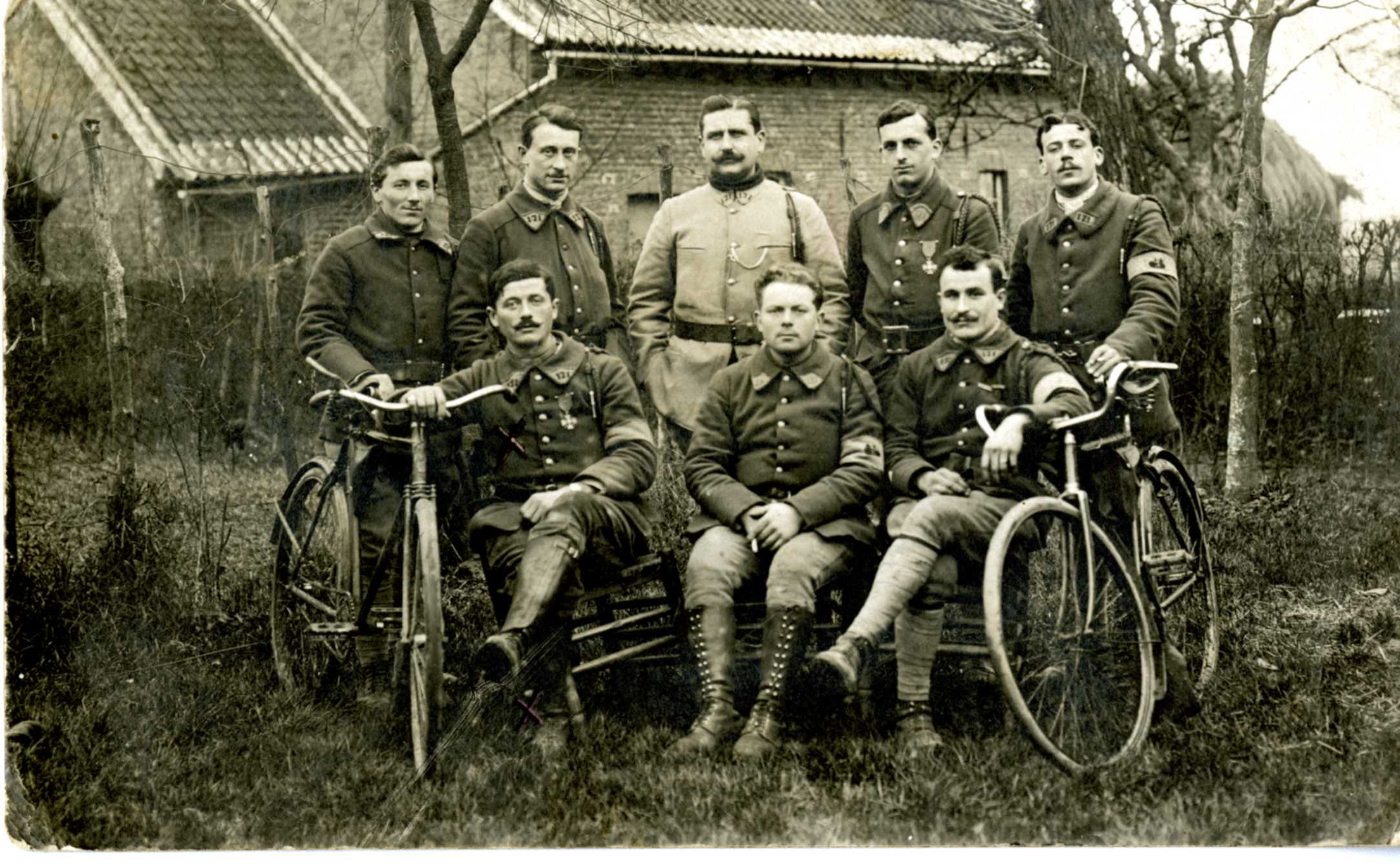
Agents de liaison (cyclistes) du.

Picardie : Bois de Montgival, Thory, Grivesnes (mars-avril).
Le premier bataillon défend Sauvillers le 30 mars, qui est prise par les Allemands après trois attaques successives : faute de renforts, le bataillon n'a pas pu réagir face à la dernière attaque massive.
Attaque entre Somme et Oise (8 août). Saint-Quentin (20 septembre)

## Entre-deux-guerres
Le 171e RI se retrouve en occupation de la rive Gauche du Rhin, avec l'armée française du Rhin, en 1928 il se trouve à Neustadt au sein du 32e corps d'armée. Il est dissout en 1930.
Le 171e régiment d'infanterie de forteresse a été créé le 25 août 1935 à Mulhouse et Neuf-Brisach à partir du 152e RI et à Belfort à partir du 35e RI. Il a pour mission d'assurer la défense du Rhin et du Sundgau sur la ligne maginot. En 1936, il forme par dédoublement le 42e régiment d'infanterie de forteresse.

## Seconde Guerre mondiale
À la mobilisation d'août 1939, il donne naissance aux 10e, 12e et 171e RIF. Régiment de réserve A de type Metz/Lauter, il est mobilisé au centre mobilisateur d'Infanterie (CMI) 72 d'Altkirch de la 7e région militaire[réf. nécessaire].
Dès le 24 août 1939 il prend position face au Rhin entre Kembs-Sierentz et Folgensbourg qui constitue le secteur défensif d'Altkirch. Le secteur défensif puis fortifié d'Altkirch et son sous-secteur de Franken est constitué de 32 casemates d'infanterie qui sont occupées par le 171e RIF et le 12eRIF. Les IIIe et IVe batteries du 159e régiment d'artillerie de position forment l'artillerie du secteur.

## Chefs de corps
- 15 avril 1913 : colonel Pallu
- 22 novembre : colonel de Certain
- 16 janvier 1915 : lieutenant-colonel Suberbie
- 1er octobre 1915 : lieutenant-colonel Goureau
- ? - 1er mai 1916 : Marie Joseph Henri Benier[7] (†)
- 2 mai 1916 : ?
- 24 octobre 1916 : lieutenant-colonel Mechet
- 18 décembre 1917 : lieutenant-colonel Marquet
- 1923 : colonel Chenouard
- 1935 : colonel Potier
- 1937 : colonel Chaligne
- 1939 : lieutenant-colonel Callaudaux
- 1939 : lieutenant-colonel H. Demange

(*) Officier qui devint par la suite général de brigade.

(**) Officier qui devint par la suite général de division.

## Drapeau

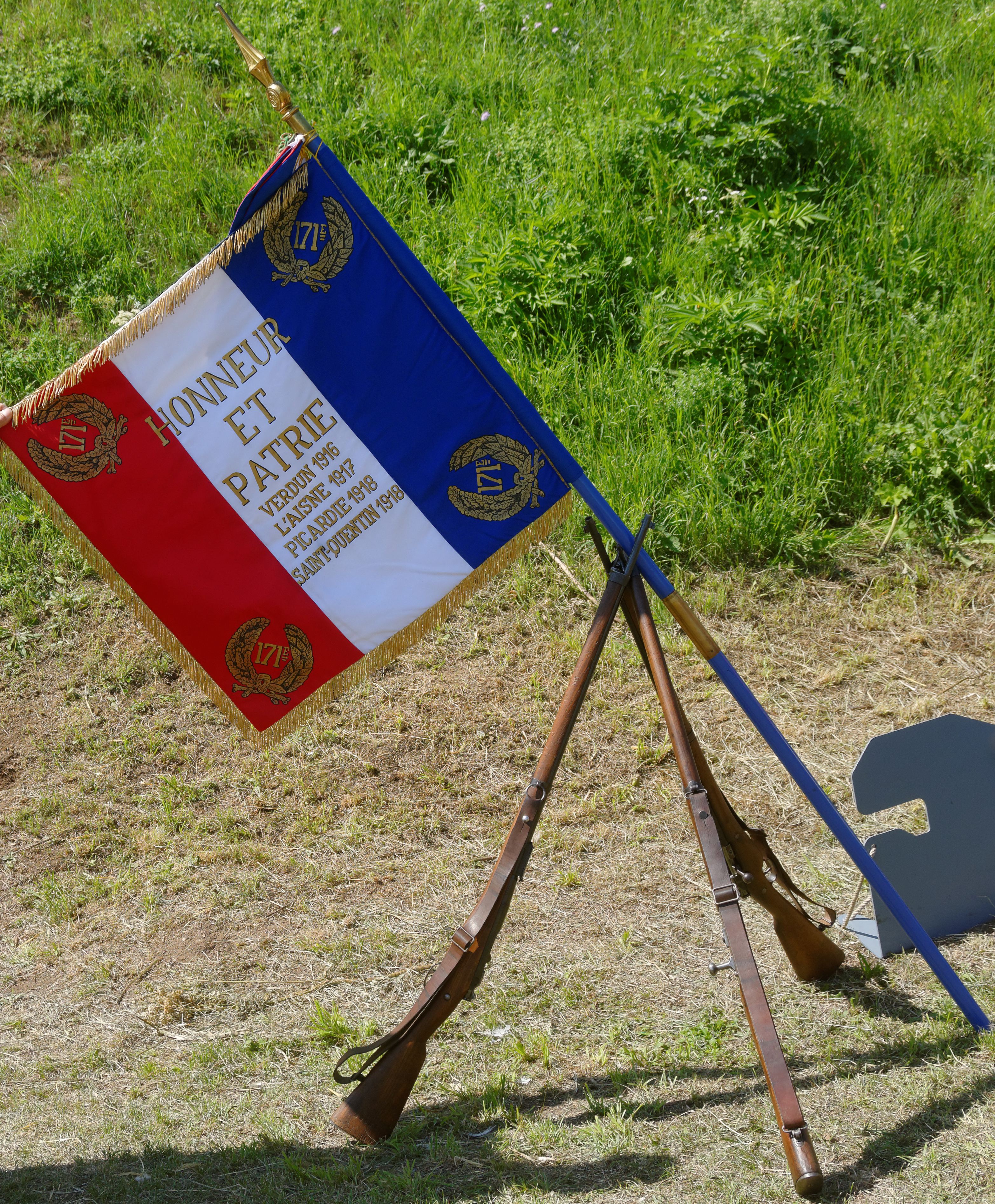
Copie du drapeau du.

Il porte, cousues en lettres d'or dans ses plis, les inscriptions suivantes :
- Verdun 1916
- L'Aisne 1917
- Picardie 1918
- Saint-Quentin 1918

## Décorations

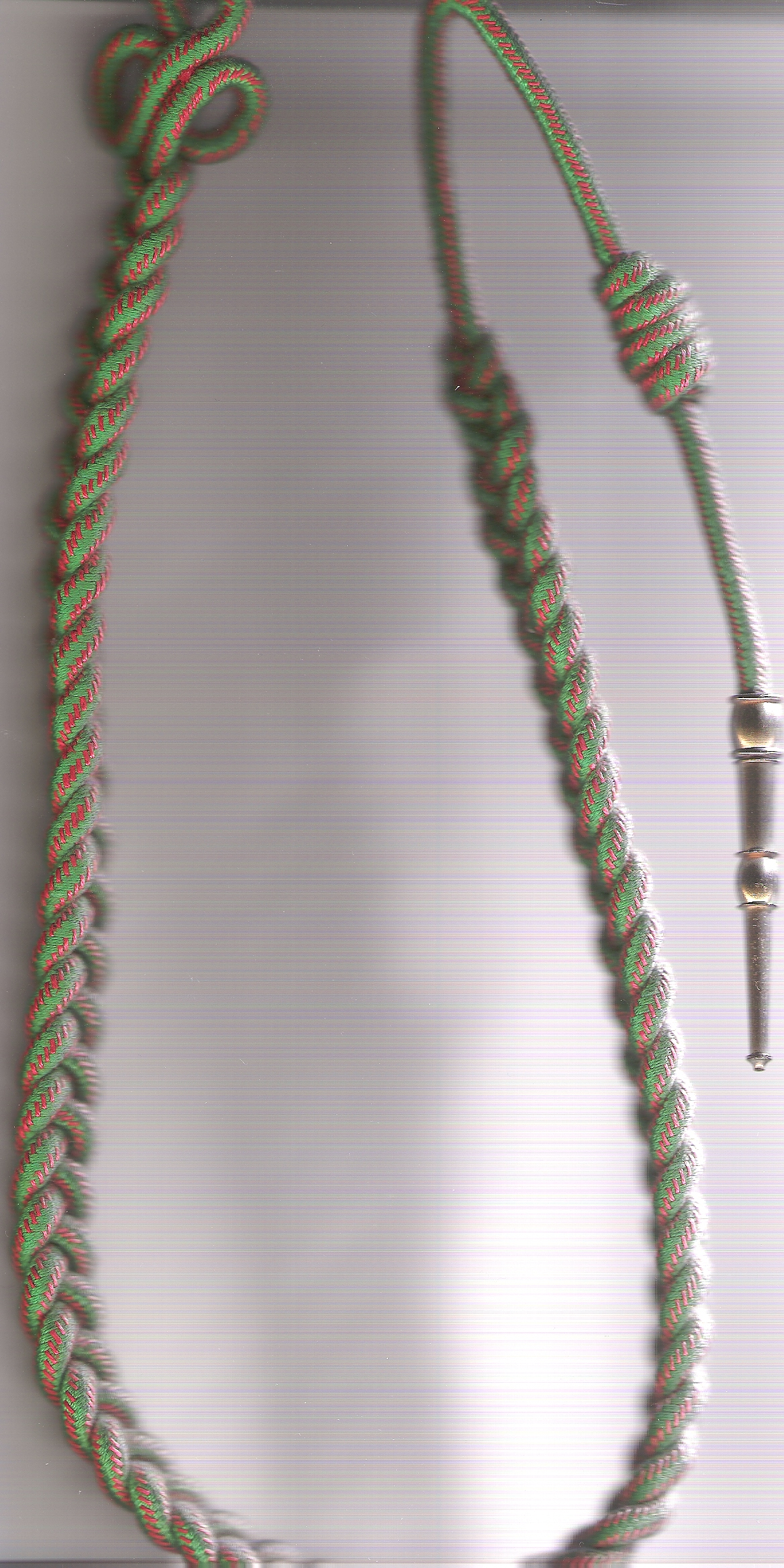
Fourragère aux couleurs du ruban de la croix de guerre 1914-1918

Sa cravate est décorée de la croix de guerre 1914-1918 avec trois citations à l'ordre de l'armée puis deux à l'ordre du corps d'armée.
Il a le droit au port de la fourragère aux couleurs du ruban de la Croix de Guerre 1914-1918, décernée le 6 juin 1918.

## Devise
« En avant »

## Insigne
Tête de soldat brochée d’un mitrailleur, le tout sur une cloche de guetteur.

## Personnalités ayant servi au171eRI
- Pierre Sellier, clairon qui a sonné le premier « cessez-le-feu » de l'Armistice de 1918, est versé au régiment en octobre 1913,
- Marcel Habert, député, est officier au régiment à partir de 1914,
- Georges Victor-Hugo, peintre, est mobilisé au régiment en 1914,
- Camille Loichot, résistant, est mobilisé en 1914,
- Léon-Emile et Joseph-Alfred Jardot, deux des cinq frères Jardot morts pour la France pendant la Première Guerre mondiale,
- Henri-Clotaire Descamps, résistant français, engagé au régiment en 1926,
- René Babonneau, officier des forces françaises libres, officier au régiment en 1928,
- André Le Vert, officier supérieur français, lieutenant au régiment en 1936,
- Pierre Dreyfus-Schmidt, résistant et député, est mobilisé comme capitaine en 1939 et est capturé en juin 1940.

### Sources et bibliographie
- À partir du Recueil d'Historiques de l'Infanterie Française (Général Andolenko - Eurimprim 1969).
- Historique du 171e régiment d'infanterie : Campagne 1914-1919, Belfort, Herbelin, 1920, 72 p., lire en ligne sur Gallica.
- Lieutenant-colonel Grasse, « La défense de Sauvillers par le 1er bataillon du 171e régiment d'infanterie (30 mars 1918) », La Revue d'infanterie, Paris, Charles Lavauzelle & Cie, vol. 60, no 353,‎ février 1922, p. 204-218 lire en ligne sur Gallica.